# Apostolos Konstantopoulos
Apostolos Konstantopoulos (2 augustus 2002) is een Grieks voetballer die sinds 2021 uitkomt voor Beerschot VA.

## Carrière
Konstantopoulos is een jeugdproduct van Panetolikos. Op 6 juli 2020 maakte hij zijn officiële debuut in het eerste elftal van de club: in de play-downwedstrijd tegen Atromitos FC kreeg hij een basisplaats. Konstantopoulos scoorde in zijn debuutwedstrijd meteen: kort na het uur wiste hij de 2-1-voorsprong van Atromitos uit. Panetolikos was in de reguliere competitie voorlaatste geëindigd, maar de club slaagde er alsnog in om zich via de play-downs te redden. In het seizoen daarop eindigde Panionios voorlaatste in de play-downs, maar de club slaagde er wel in om de degradatie te behoeden door Xanthi FC te verslaan in de barragewedstrijden.
In juni 2021 stapte hij over naar de Belgische eersteklasser Beerschot VA, waar hij een contract voor drie jaar met optie op extra seizoen ondertekende.

## Clubstatistieken
| Seizoen         | Club            | Land                 | Competitie      | Competitie | Competitie | Beker | Beker | Supercup | Supercup | Europees | Europees | Totaal | Totaal |
| Seizoen         | Club            | Land                 | Competitie      | Wed.       | Dlp.       | Wed.  | Dlp.  | Wed.     | Dlp.     | Wed.     | Dlp.     | Wed.   | Dlp.   |
| --------------- | --------------- | -------------------- | --------------- | ---------- | ---------- | ----- | ----- | -------- | -------- | -------- | -------- | ------ | ------ |
| 2019/20         | Panetolikos     | Vlag van Griekenland | Super League    | 3          | 1          | 0     | 0     | —        | —        | —        | —        | 3      | 1      |
| 2020/21         | Panetolikos     | Vlag van Griekenland | Super League    | 25         | 0          | 1     | 0     | —        | —        | —        | —        | 26     | 0'     |
| 2021/22         | Beerschot VA    | Vlag van België      | Eerste klasse A | 0          | 0          | 0     | 0     | —        | —        | —        | —        | 0      | 0      |
| Carrière totaal | Carrière totaal | Carrière totaal      | Carrière totaal | 28         | 1          | 1     | 0     | 0        | 0        | 0        | 0        | 29     | 1      |

Bijgewerkt op 18 juni 2021.
2 Dagba ·
3 Matthys ·
4 Plat ·
5 Mbe Soh ·
6 Fayed ·
7 Reyners ·
8 Henderson ·
9 Kosiah ·
10 Verlinden ·
11 Krüger ·
13 Doucouré ·
16 Al-Ghamdi ·
17 Al-Sahafi ·
18 Sanusi  ·
19 Thiam ·
21 Vargas ·
25 Colassin ·
26 Tshimanga ·
27 Keita ·
28 Weymans ·
30 Huiberts ·
32 Wright-Phillips ·
33 Shinton ·
42 Martha ·
47 Cagro ·
51 De Stobbeleir ·
55 Nzouango ·
66 Tolis ·
71 Matijaš ·
Coach: Kuijt